# Mike Coffman

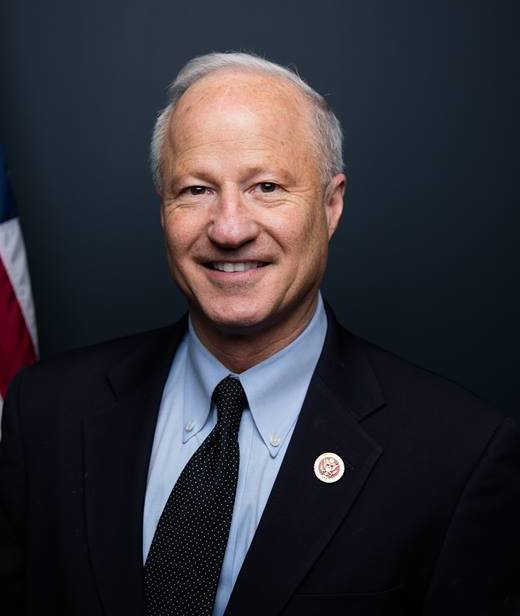
Mike Coffman (2016)

Michael „Mike“ Coffman (* 27. Februar 1955 in Fort Leonard Wood, Pulaski County, Missouri) ist ein amerikanischer Politiker der Republikanischen Partei. Der frühere Soldat vertrat von 2009 bis 2019 den 6. Kongresswahlbezirk des Bundesstaates Colorado im Repräsentantenhaus der Vereinigten Staaten. Zuvor hatte er verschiedene Ämter und Mandate auf Bundesstaatsebene inne. Seit dem 2. Dezember 2019 ist Coffman Bürgermeister der Stadt Aurora.

## Familie, Ausbildung und Beruf
Coffman ist der Sohn von Harold J. Coffman und seiner Frau Dorothy Manasseh, die sich in Shanghai kennengelernt und dort 1948 geheiratet hatten. Sein Vater hatte im Zweiten Weltkrieg und im Koreakrieg gedient und das Purple Heart erhalten. Er ließ sich mit seiner Familie als Kleingewerbetreibender zunächst in Missouri und dann in Colorado nieder, wo Mike Coffman mit zwei Schwestern und zwei Brüdern aufwuchs. Er besuchte die High School in Aurora, Colorado, trat 1972 in die US Army ein und erwarb 1973 während seiner Dienstzeit das Highschool-Diplom. Er wechselte 1974 er in die US Army Reserve und begann ein Studium an der University of Colorado in Boulder, das er 1979 mit dem Bachelorgrad abschloss. Während seiner Studienzeit absolvierte er auch jeweils ein Auslandssemester am Vaishnav College in Chennai in Indien (1976) und an der Universidad Veracruzana in Mexiko (1977). Nach seinem Universitätsabschluss mit dem Bachelorgrad wechselte Coffman 1979 von der Army Reserve in das United States Marine Corps. 1983 wurde er in die Marine Reserves versetzt, bei denen er bis 1994 diente. 1995 schloss er ein postgraduales Studium für regionale und lokale Regierung (Senior Executive Program for State and Local Government) an der John F. Kennedy School of Government der Harvard University ab.
1983 gründete Coffman eine Immobilienverwaltungsfirma in Aurora, Colorado, die er bis 2000 leitete. Dort lebt er mit seiner Frau Cynthia.

## Politische Laufbahn
Politisch betätigte er sich erstmals als Abgeordneter im Repräsentantenhaus von Colorado von 1989 bis 1994 und nahm kurz nach Antritt des Sitzes 1990 als Infanteriesoldat an der Operation Desert Storm teil. Danach war er bis 1998 Staatssenator. Von 1999 bis 2007 war Coffman State Treasurer Colorados mit Unterbrechung von 2005 bis 2006, als er die Durchführung der Wahl zur Nationalversammlung im Irak 2005 vor Ort unterstützte. Von 2007 bis 2008 war Coffman Secretary of State Colorados.
Bei der Wahl zum Repräsentantenhaus 2008 trat Coffman im 6. Kongresswahlbezirk Colorados an und gewann den Sitz seines nicht mehr kandidierenden Parteifreundes Tom Tancredo. Mit 60,7 Prozent der Wählerstimmen gewann er gegen den Demokraten Hank Eng. Danach wurde er dreimal bestätigt, 2010 im damals zweitstärksten republikanisch geprägten Wahlkreis Colorados noch mit 66 Prozent der Stimmen, 2012 nach einem Neuzuschnitt der Wahlkreise („Redistricting“) mit nur noch 48 Prozent der Stimmen gegen Joe Miklosi. Da der Wahlkreis seitdem die östlichen Vorstädte Denvers mit Aurora umfasst und einen 20-prozentigen Anteil von Hispanics, haben die Demokraten strukturell günstigere Voraussetzungen (Cook Partisan Voting Index: R+1). 2014 gewann er mit 52 Prozent gegen Andrew Romanoff. Da er 2016 erneut mit 51 zu 43 Prozent gegen die Staatssenatorin Morgan Carroll bestätigt wurde, gehörte er auch dem bis 3. Januar 2019 dauernden 115. Kongress an.
Bei der Wahl 2018 war Coffman noch stärker als bei den Wahlen zuvor gefährdet, da die Halbzeitwahl als Referendum gegen die Regierung Trump genutzt wurde. Die Demokratin Hillary Clinton hatte in diesem Wahlbezirk bei der Präsidentschaftswahl 2016 mit neun Prozentpunkten Abstand vor Donald Trump gewonnen. Laut Umfragen und Beobachtern war die Wahl im November 2018 gegen den Demokraten Jason Crow, einen Rechtsanwalt und früheren US Army Ranger, offen. Ende September 2018 entschied die Wahlkampforganisation der Republikaner im Repräsentantenhaus, die gebuchten Wahlwerbespots für Coffman zu stornieren, was seine schlechten Wiederwahlchancen signalisierte. Er unterlag Crow mit 43 zu 54 Prozent der Stimmen.
Nach seinem Ausscheiden aus dem Kongress gab Coffman bekannt, bei der Bürgermeisterwahl in der Stadt Aurora anzutreten, am 5. November 2019 setzte er sich mit 35,7 Prozent der Stimmen gegen vier weitere Kandidaten durch. Das Bürgermeisteramt trat Coffman am 2. Dezember 2019 an.

## Positionen und Kontroversen
Coffman gilt als Konservativer und erhielt 2012 von möglichen 100 Punkten der American Conservative Union 96, von den Americans for Democratic Action 5 Punkte. Er stimmte 2009 gegen das vom neuen Präsidenten Barack Obama durchgesetzte Konjunkturprogramm American Recovery and Reinvestment Act und 2010 gegen dessen Gesundheitsreform Obamacare. 2011 schlug er ohne Erfolg eine globale Einkommenskürzung für alle Kongressmitglieder vor und stimmte gegen die Abschaffung der Militärrichtlinie Don’t ask, don’t tell. Nachdem er bei einer Fundraisingveranstaltung 2012 Zweifel an Obamas Staatsangehörigkeit geäußert und erklärt hatte, Obama sei im Herzen kein Amerikaner (siehe Natural born citizen), bat er den Präsidenten um Entschuldigung.
Coffman mäßigte seine politischen Positionen und hielt den republikanischen Präsidentschaftskandidaten Donald Trump im Wahlkampf 2016 auf Abstand. So kritisierte er Trump dafür, dass er die Eltern des gefallenen muslimischen US-Soldaten Humayun Khan angegriffen hatte. Nach dem Bekanntwerden der Videoaufzeichnungen, auf denen Trump erklärte, er könne mit Frauen alles machen, sprach sich Coffman gegen Trump als Präsident aus. Er hielt auch während Donald Trumps erster Präsidentschaft Distanz zum Weißen Haus. Coffman suchte zudem die Unterstützung von ethnischen Minderheiten, die in seinem Wahlkreis stark vertreten sind; unter anderem lernte er für die dort lebenden Latinos Spanisch und bemühte sich um die Gemeinschaft äthiopischer Zuwanderer in seinem Bezirk.